# 巴赫捷米尔村委员会
巴赫捷米尔村委员会（俄语：Бахтемирский сельсовет）是俄罗斯联邦阿斯特拉罕州伊克里亚诺耶区所属的一个村委员会。其下辖有3个居民点，行政中心为巴赫捷米尔。据2015年统计，该村委员会的人口为3690人。